# 逸夫书院 (深圳)
22°41′39″N 114°13′03″E / 22.694049°N 114.217577°E

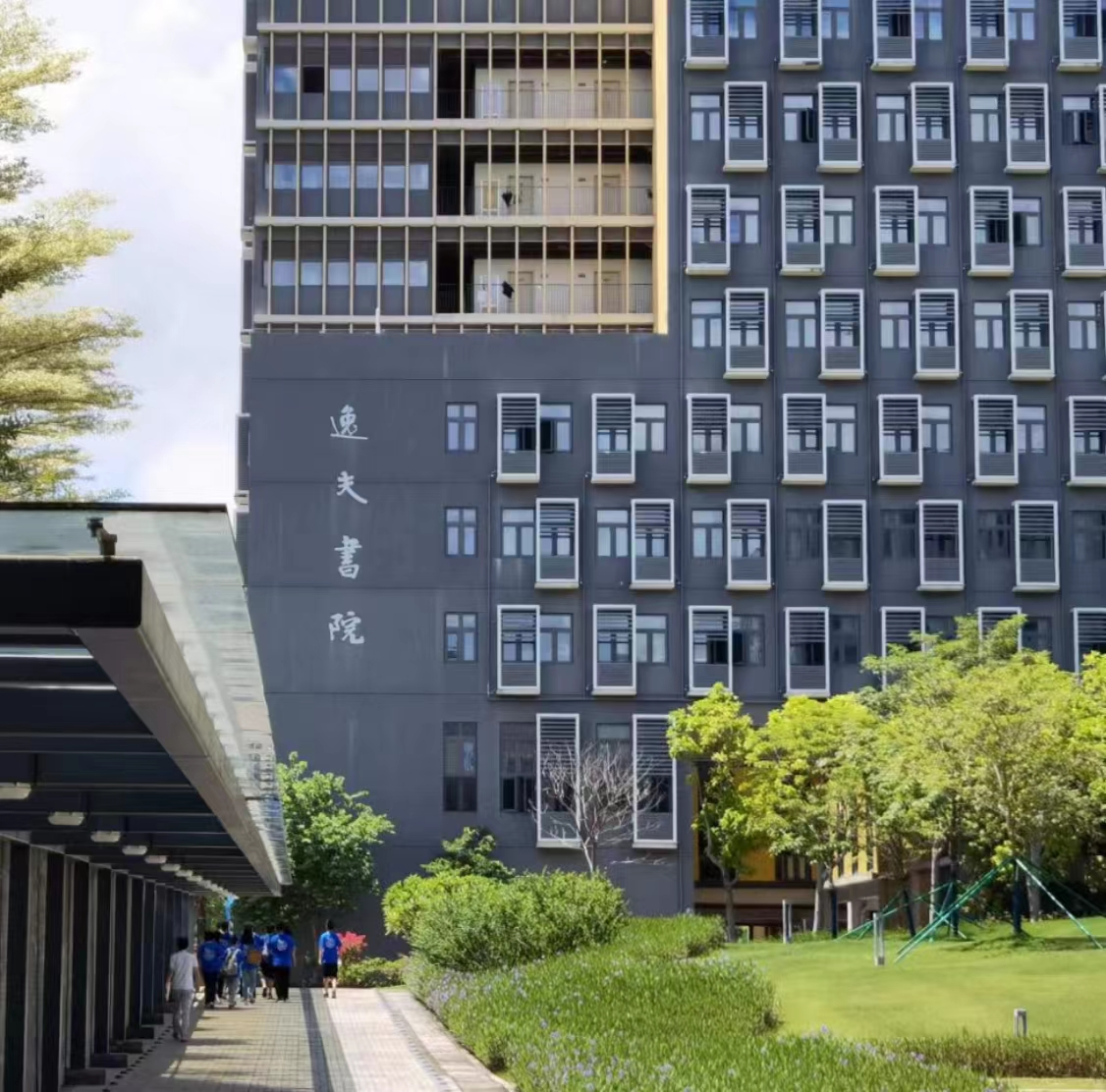
逸夫书院A栋

逸夫书院（英语：Shaw College），是香港中文大学（深圳）的首間书院，受资于邵氏基金（香港）有限公司，于2016年创办。逸夫书院坐落于港中大（深圳）下园，亦是唯一一间位于下园的书院。逸夫书院设施在2016年9月正式使用。

## 历史
香港中文大学（深圳）筹划在即之时，邵逸夫爵士资助支持了建校初期的全面发展。此亦是其生前最后一项捐款项目。为表纪念，港中大（深圳）于2016年成立第一间书院，并命名为“逸夫书院”。同年9月，逸夫书院迎来第一批新生共2000名。

## 行政架构

### 历任院长
| 屆次 | 姓名                   | 任期             | 参考              |
| ---- | ---------------------- | ---------------- | ----------------- |
| 1    | 梁美儿 教授            | 2016年-2019年    | [ 5 ] [ 6 ] [ 7 ] |
| 2    | 王丛 教授              | 2020年-2025年5月 | [ 6 ] [ 8 ] [ 9 ] |
| 3    | 金江（Laurie Pearcey） | 2025年5月-       | [ 8 ] [ 9 ]       |

## 书院设施
逸夫书院包含东座和西座各三栋大楼组成的六栋学生宿舍，可容纳约两千名学生。书院楼群还包含行政办公室、健身房、自习室及康乐设施房间等。

## 友好院校
昆士兰大学英皇書院